# St. Thomas Morus (Essen-Vogelheim)

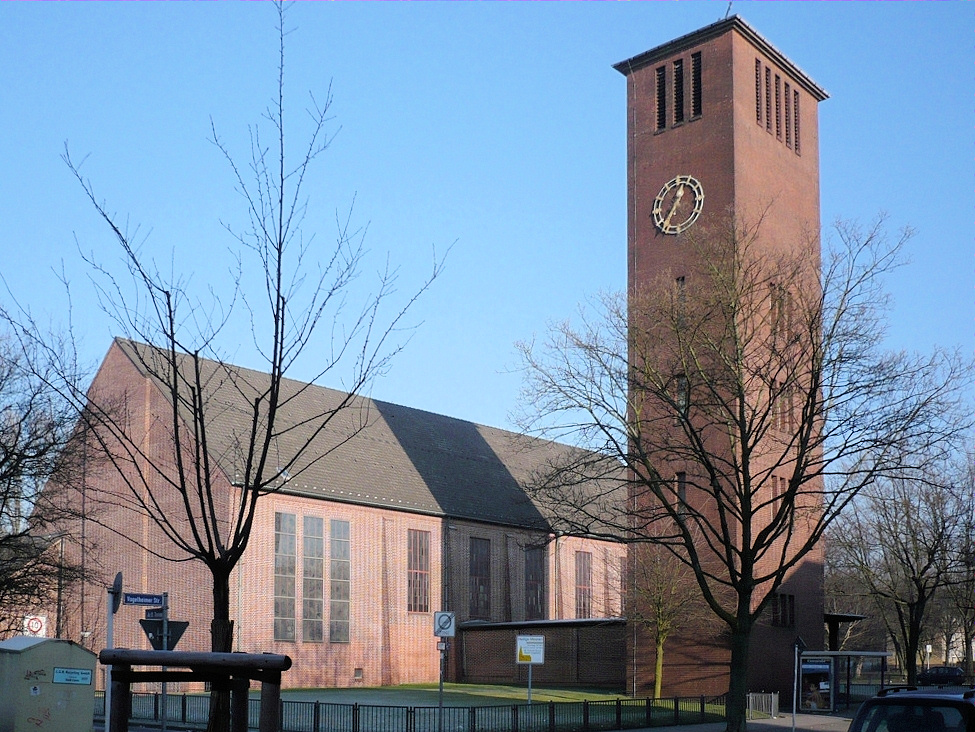
St. Thomas Morus, 2008

Das römisch-katholische Kirchengebäude Sankt Thomas Morus befand sich in den Jahren 1952 bis 2019 im Essener Stadtteil Vogelheim.

## Geschichte und Architektur
Die Thomas-Morus-Kirche wurde 1952 aus Trümmersteinen nach Plänen des Essener Architekten Martin Schoenmakers errichtet. Er wählte die zu seiner Zeit gängige Form eines einfachen und stützenfreien Saales, in dem die ortsansässige Gemeinde in zwei langen Bankkolonnen wie auf dem Weg zum Ziel gerade Halt macht. Davor entfaltete sich der liturgische Bereich wie eine um zahlreiche Stufen erhöhte Bühne über einer Krypta. Es war vieles symmetrisch angeordnet mit jeweils beiderseitigen Kulissenmauern und insgesamt zwei Ambonen. Der Grundstein stammte aus der Essener Münsterkirche. Die Konsekration fand im Jahr 1952 statt.
Die Sängerempore breitete sich über dem Mitteleingang aus. Eine Segmentbogendecke überspannte den ganzen Kirchsaal. Sie wurde im hohen Dachraum von Stahlfachwerkbindern getragen. Die Wände des Saals wurden durch sechs Wandpfeilpaare und die Altarraumkulissen gegliedert, die halb innen und halb außen aus den gemauerten Längswänden hervortraten, sowie hohe Rechteckfenster in den dazwischengespannten Wandfeldern.
Der Glockenturm war viereckig und bildete einen separaten Baukörper. Er wurde mit einem breiten, gedeckten Gang an die Straße herangerückt und stand am Seitenportal des Gemeinderaumes. Eine Besonderheit war die Kreuzigung von H. Köpke und das Auferstehungsfenster. Der Essener Bildhauer Karl Zangerle schuf die Statuen der Schutzmantelmadonna, einer weiteren Maria mit Kind und der Bergmannspatronin St. Barbara. Im Jahre 1997 wurde der Chor neu ausgemalt.
Nachdem vom 24. bis zum 30. September 2018 eine Gebetswoche abgehalten wurde, profanierte Ruhrbischof Franz-Josef Overbeck im Zuge des Pfarreientwicklungsprozesses im Bistum Essen die Kirche am 30. September 2018. Danach zog eine Prozession von 200 Gläubigen von der Kirche zum evangelischen Markushaus, das nun als ökumenisches Gemeindehaus auch katholische Gottesdienste abhält.
Ursprünglich wurde die Kirche mit Plätzen für rund 510 Gläubige errichtet. Es waren überwiegend katholische Bergleute. Mit dem Ende des Bergbaus wurde die Kirche von immer weniger Gläubigen besucht, bis es zuletzt nur noch etwa 50 Kirchgänger waren.
Das Kirchengebäude wurde verkauft, im November 2019 abgerissen und auf der frei gewordenen Fläche Einfamilienhäuser errichtet. Am 19. Juli 2021 wurde eine Gedenkstele auf dem ehemaligen Kirchengrundstück enthüllt, die an das ehemalige Gotteshaus erinnert. In diese eingearbeitet sind Steinquader aus der Krypta der Kirche. Zudem ist der Grundstein der ehemaligen Kirche als Schlussstein eingesetzt worden.

## Weblink
- Internetpräsenz der Pfarrei St. Dionysius Essen-Borbeck; abgerufen am 24. September 2018.